# Sint-Wenceslauskathedraal
De Sint-Wenceslauskathedraal (Tsjechisch: Katedrála svatého Václava en Dóm svatého Václava en Duits: Wenzelsdom) is een kathedraal in de Moravische stad Olomouc in Tsjechië. 
De kathedraal is gelegen aan het Václavské náměstí (Wenceslausplein) in de Burcht van Olomouc. De toren is met 100,65 meter de op een na hoogste kerktoren van Tsjechië en de hoogste van Moravië (alleen de toren van de Sint-Bartholomeüskathedraal is hoger).
Sinds 1995 is de Sint-Wenceslauskathedraal als onderdeel van de Burcht een nationaal cultureel monument.